# Leptolaimus fluvialis
Leptolaimus fluvialis is een rondwormensoort uit de familie van de Leptolaimidae.